# In the Heat of the Moment
In the Heat of the Moment è un singolo del gruppo musicale britannico Noel Gallagher's High Flying Birds, il primo estratto dal loro secondo album in studio Chasing Yesterday e pubblicato il 17 novembre 2014 in download digitale e nel formato 45 giri (quest'ultimo in due diverse edizioni, di cui una limitata con speciale disco colorato).

## Il brano
Il brano scelto come primo singolo è la seconda traccia dell'album Chasing Yesterday, uscito il 2 marzo 2015. Un'anteprima è stata trasmessa durante la conferenza stampa di presentazione del disco, tenutasi nella sede londinese di Facebook il 13 ottobre 2014; la versione completa è stata poi resa disponibile sul canale ufficiale YouTube dell'artista nello stesso giorno. Secondo quanto dichiarato da Gallagher durante la presentazione, In the Heat of the Moment è stata l'ultima canzone ad essere composta per l'album. Al riguardo ha poi aggiunto:
L'autore ha dichiarato che l'ispirazione per il brano ha avuto origine in seguito alla visione di un documentario, all'interno del quale un astronauta paragonava l'esperienza di andare nello spazio a «toccare il volto di Dio». Durante un'intervista rilasciata all'emittente radiofonica Lincs FM ha anche affermato:
Un remix curato da Andrew Weatherall (produttore britannico noto per le collaborazioni con molte band, tra cui Primal Scream, My Bloody Valentine e Starsailor) è stato pubblicato online il 20 novembre 2014. Un secondo remix della canzone ad opera del duo Toydrum (costituito da Pablo Clements e James Griffith, già membri del collettivo musicale Unkle) è invece incluso nell'edizione deluxe di Chasing Yesterday.

## Lato B
Il lato B del singolo è Do the Damage: il brano è stato trasmesso per la prima volta il 14 novembre in streaming esclusivo sul sito web della rivista NME. In questa occasione l'autore ha rivelato che la canzone era stata inizialmente scelta per essere la traccia di apertura dell'album, ma è stata poi scartata:
L'esistenza del brano è nota sin dal 2011, anche se il suo nome non era mai stato rivelato prima della pubblicazione: infatti una scena del documentario It's Never Too Late to Be What U Might Have Been, dietro le quinte dell'album Noel Gallagher's High Flying Birds, mostra l'incisione in studio della traccia vocale e uno spezzone di pochi secondi di una versione non definitiva della canzone.
Do the Damage è inclusa anche nel secondo disco dell'edizione deluxe di Chasing Yesterday.

## Video musicale
Il videoclip è stato diffuso il 23 ottobre 2014 sul portale YouTube e consiste in una semplice performance del brano, ripresa in studio con effetti e colori psichedelici: l'atmosfera ricorda le clip di The Shock of the Lightning degli Oasis e Four Letter Word dei Beady Eye. La band protagonista del video comprende, oltre a Noel Gallagher e al bassista Russell Pritchard, anche Paul Newsome (chitarrista e cantante della band Proud Mary, scoperta dallo stesso Gallagher) alle tastiere e Terry Kirkbride (già percussionista per gli Oasis nel tour acustico di promozione per Stop the Clocks) alla batteria. Inizialmente era stata realizzata una versione completamente diversa del videoclip, poi scartata. Al riguardo, durante un'intervista su BBC Radio 6 il cantautore ha affermato:
Tuttavia, contrariamente a quanto dichiarato, parte del video scartato è stata riutilizzata per produrre la clip ufficiale del lato B Do the Damage: questa, pubblicata in esclusiva sul sito web di DIY Magazine il 24 novembre 2014, è stata poi rilasciata anche su YouTube il giorno successivo.

## Tracce
Lato A
1. In the Heat of the Moment – 3:29 (Gallagher)

Lato B
1. Do the Damage – 3:10 (Gallagher)

## Classifiche
| Classifica (2014/15)      | Posizione massima |
| ------------------------- | ----------------- |
| Belgio (Fiandre)          | 62                |
| Canada                    | 63                |
| Giappone                  | 94                |
| Irlanda                   | 71                |
| Regno Unito               | 26                |
| Regno Unito (download)    | 23                |
| Regno Unito (independent) | 2                 |
| Scozia                    | 14                |